# Anderson (ur. 1988)
Anderson Luís de Abreu Oliveira (ur. 13 kwietnia 1988 w Porto Alegre) – brazylijski piłkarz, który występował na pozycji pomocnika, oraz w reprezentant Brazylii. Większość swojej kariery spędził w angielskim klubie Manchester United.

## Kariera klubowa
Anderson rozpoczął swoją karierę w zespołach juniorskich Grêmio. W 2004 roku został włączony do kadry pierwszego zespołu, jednak dwa lata później odszedł do portugalskiego FC Porto. 5 marca 2006 roku zadebiutował w barwach klubu podczas wygranego 3:0 spotkania ligowego z Nacionalem. Na koniec sezonu mógł wraz z zespołem cieszyć się z mistrzostwa Portugalii oraz Taça de Portugal. W październiku 2006 roku złamał nogę, co wyłączyło go z gry na długi czas, ostatecznie jednak ponownie zajął wraz z Porto pierwsze miejsce w lidze. 30 maja 2007 roku Anderson został zawodnikiem Manchesteru United, który zapłacił za niego 17 milionów funtów. Z nową drużyną czterokrotnie zdobył mistrzostwo Anglii oraz szereg innych trofeów. Na początku 2014 roku został wypożyczony do Fiorentiny. 2 lutego 2015 roku Manchester United rozwiązał kontrakt z zawodnikiem. 3 lutego 2015 roku został oficjalnie zaprezentowany jako piłkarz SC Internacional. W 2019 roku zakończył karierę.

## Kariera reprezentacyjna
W 2005 roku Anderson wystąpił z reprezentacją Brazylii do lat 17 na młodzieżowych Mistrzostwach Świata. Podczas turnieju Brazylia zajęła drugie miejsce, przegrywając w finale z Meksykiem, zaś sam Anderson uhonorowany został Złotą Piłką dla najlepszego piłkarza mistrzostw. W seniorskiej reprezentacji zadebiutował na turnieju Copa America podczas przegranego 0:2 meczu z Meksykiem. W 2008 roku został przez Dungę powołany do olimpijskiej kadry na Igrzyska Olimpijskie w Pekinie, podczas których Brazylia zdobyła brązowy medal.

## Statystyki

### Reprezentacyjne
(aktualne na dzień 20 listopada 2008)
| Reprezentacja | Rok  | Mecze | Bramki |
| ------------- | ---- | ----- | ------ |
| Brazylia      |      |       |        |
| 2007          | 2    | 0     |        |
| 2008          | 6    | 0     |        |
| Suma          | Suma | 8     | 0      |

| Mecze i gole w reprezentacji | Mecze i gole w reprezentacji | Mecze i gole w reprezentacji  | Mecze i gole w reprezentacji | Mecze i gole w reprezentacji | Mecze i gole w reprezentacji | Mecze i gole w reprezentacji |
|                              | Data                         | Miejsce                       | Przeciwnik                   | Gol                          | Wynik                        | Rozgrywki                    |
| ---------------------------- | ---------------------------- | ----------------------------- | ---------------------------- | ---------------------------- | ---------------------------- | ---------------------------- |
| 1.                           | 28.06.2007                   | Ciudad Guayana, Wenezuela     | Meksyk                       |                              | 0:2                          | Copa America 2007            |
| 2.                           | 01.07.2007                   | Maturín, Wenezuela            | Chile                        |                              | 3:0                          | Copa America 2007            |
| 3.                           | 06.02.2008                   | Dublin, Irlandia              | Irlandia                     |                              | 1:0                          | towarzyski                   |
| 4.                           | 26.03.2008                   | Londyn, Anglia                | Szwecja                      |                              | 1:0                          | towarzyski                   |
| 5.                           | 07.06.2008                   | Foxborough, Stany Zjednoczone | Wenezuela                    |                              | 0:2                          | towarzyski                   |
| 6.                           | 15.06.2008                   | Asunción, Paragwaj            | Paragwaj                     |                              | 0:2                          | el. MŚ 2010                  |
| 7.                           | 18.06.2008                   | Belo Horizonte, Brazylia      | Argentyna                    |                              | 0:0                          | el. MŚ 2010                  |
| 8.                           | 20.11.2008                   | Gama, Brazylia                | Portugalia                   |                              | 6:2                          | towarzyski                   |

## Sukcesy

### Grêmio
- Mistrzostwo Série B: 2005

### Porto
- Mistrzostwo Portugalii: 2005/06, 2006/07
- Puchar Portugalii: 2005/06
- Superpuchar Portugalii: 2006/07

### Manchester United
- Mistrzostwo Anglii: 2007/08, 2008/09, 2010/11, 2012/13
- Puchar Ligi Angielskiej: 2008/09, 2009/10
- Tarcza Wspólnoty: 2011, 2013
- Liga Mistrzów UEFA: 2007/08
- Klubowe Mistrzostwa Świata: 2008

### Reprezentacyjne
- 3. miejsce na Igrzyskach olimpijskich: 2008
- Copa América: 2007
- Mistrzostwo Ameryki Południowej U-17: 2005

### Indywidualne
- Złota Piłka na Mistrzostwach świata U-17: 2005
- Nagroda Złotego Chłopca: 2008